# コンクリート作業
『コンクリート作業』（-さぎょう、Opération béton）は、1954年製作のジャン＝リュック・ゴダール監督の習作処女短篇映画である。『コンクリート作戦』『コンクリート工事』とも。ヴィンセント・ミネリ監督の長篇映画『お茶と同情』（1956年）と併映で公開された。

## 概要
1954年、まだ23歳のゴダールは、スイス・ヴァレー州のグランド・ディクサンス・ダム（en:Grande Dixence Dam、1953年着工、1961年完成）の工事現場で働き、戦時中スイス・ヴォー州に隠遁したジャック・フェデー監督の『Une femme disparaît』（スイス映画、1942年）の撮影監督アドリエン・ポルシェを雇い、同ダムの建設作業を映像で記録したのが本作である。
ヌーヴェルヴァーグの主要作家のなかで、ゴダール、クリス・マルケル、ジャン・ルーシュ、フランソワ・レシャンバック、ピエール・シェンデルフェールだけがドキュメンタリー映画でその作家的キャリアをスタートしている。

## 関連事項
- ジャン＝リュック・ゴダール監督作品一覧

## 註
1. 1 2 3  『ゴダールの神話』（雑誌「現代思想」臨時増刊号、青土社、1995年10月20日 ISBN 4791719921）の巻末「フィルモグラフィー」における中条省平による解説の記述を参照。
2. ↑  仏語版Wikipedia「fr:Opération béton」の記述を参照。
3. ↑  クリス・マルケル、ジャン・ルーシュ、フランソワ・レシャンバック、ピエール・シェンデルフェールの各項の記述を参照。